# Ayelén Acuña
Yazmin Ayelén Acuña (Avellaneda, Provincia de Buenos Aires, Argentina; 19 de febrero de 2002) es una futbolista argentina. Juega de delantera en Gimnasia La Plata de la Primera División A de Argentina.

## Trayectoria

### Independiente
Comenzó su carrera futbolística en Independiente a partir del año 2016.

### El Porvenir
En junio de 2019 se suma a El Porve de cara al Torneo Femenino 2019-20.

### Las Palmas
En junio de 2021 ficha por el Santa Teresa Badajoz de la Primera Federación Femenina (segunda categoría de España) para disputar la temporada 2021-22. Jugó un total de 5 partidos y su primer y único gol fue ante Córdoba CF, el 31 de octubre de 2021.

### River Plate
El 15 de julio de 2022 fue oficializada como refuerzo de La Banda. Previamente había tenido paso por el equipo de futsal. Debutó por la fecha 24 del Torneo 2022, ingresando a los 13 minutos del segundo tiempo en reemplazo de Karen Vénica, en la victoria de su equipo ante S.A.T. Se consagró campeona de la Copa Federal 2022, ingresando en el segundo tiempo en la final ante Belgrano.

### Gimnasia LP
En enero de 2024 se confirmó como refuerzo para las Lobas. En enero de 2025 renovó su vínculo con la institución.

## Estadísticas

### Clubes
| Club            | País      | Año             |
| --------------- | --------- | --------------- |
| Independiente   | Argentina | 2016 - 2019     |
| El Porvenir     | Argentina | 2019 - 2021     |
| Santa Teresa CD | España    | 2021 - 2022     |
| River Plate     | Argentina | 2022 - 2024     |
| Gimnasia LP     | Argentina | 2024 - presente |

## Selección nacional
En octubre de 2017 fue convocada a la Selección Argentina sub-20. Fue parte del seleccionado albiceleste durante el Sudamericano sub-20 de 2018 y los Juegos ODESUR de Asunción 2022.

## Vida personal
Juega al fútbol desde los 7 años. Es hincha de River Plate.